# María Ana Victoria de Baviera
María Ana Victoria de Baviera (Múnich, 28 de noviembre de 1660 - Palacio de Versalles, 20 de abril de 1690) fue delfina de Francia, también conocida como Delfina Maria Ana Victoria ("Marie Anne Victoire") por su nombre completo que era María Ana Cristina Victoria von Bayern.

## Primeros años
María Ana Victoria fue la hija mayor de Fernando María de Baviera y Enriqueta Adelaida de Saboya. Sus abuelos maternos fueron Víctor Amadeo I y Cristina María de Francia, quien a su vez era la segunda hija de Enrique IV de Francia y María de Medici. Sus abuelos paternos fueron Maximiliano I, duque y elector de Baviera y María Ana de Austria.

## Matrimonio

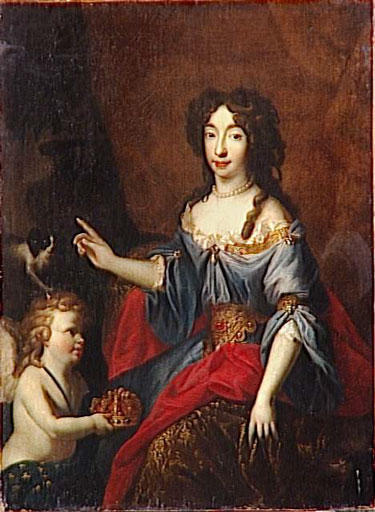
María Ana Victoria de Baviera.

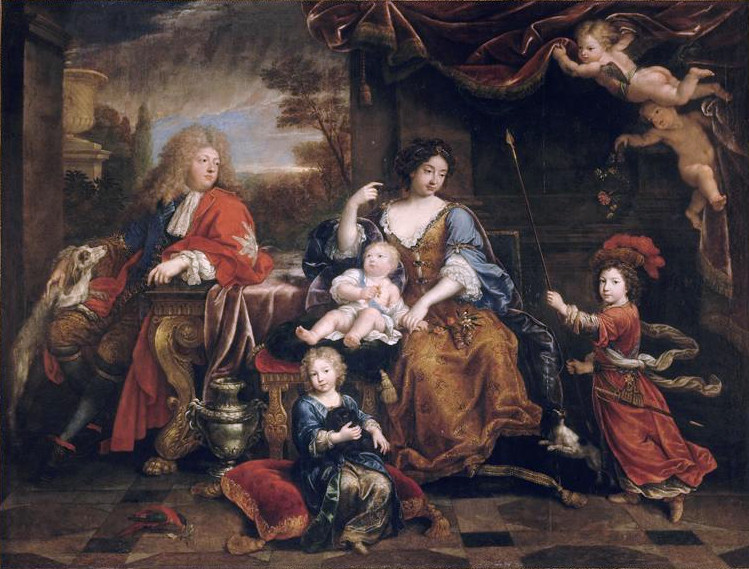
Luis, el Gran Delfín; Felipe, duque de Anjou sentado en el piso; Berry en las faldas de su madre con Luís, duque de Borgoña a la derecha. La familia del Gran Delfín por Pierre Mignard, Versalles. Museo nacional del palacio del Trianon, 1687.

María Ana se comprometió con el delfín de Francia en 1668, a la edad de ocho años, y fue educada cuidadosamente para cumplir dicha función. Además de su lengua materna alemana, se le enseñó a hablar francés, italiano y latín. Incluso llegó a decir que esperaba con interés la suerte de convertirse en delfina de Francia. María Ana era muy unida a su madre, que murió en 1676. Antes de su matrimonio con el delfín, hubo una ceremonia en Munich el 28 de enero de 1680, y la pareja se reunirá por primera vez el 7 de marzo de 1680 en Châlons-sur-Marne.
Tras su matrimonio, Maria Ana asumió el rango de su marido como una Fille de France (Hija de Francia), lo que significaba que tenía derecho al título de "Alteza Real" y el derecho a ser llamada Madame la Dauphine (Madame, la Delfina).
Cuando llegó por primera vez a Francia, Maria Ana dio una buena impresión con su buen francés. Cuando entró en Estrasburgo, fue recibida en alemán, pero interrumpió el saludo diciendo: "Señores, hablo francés!". La impresión de su apariencia, sin embargo, no era tan buena, y fue considerada "terriblemente fea". Otros decían que a pesar de que puede no haber sido hermosa, ella tenía un encanto personal.
Tan pronto como se casó con el delfín, se la llegó a considerar la segunda mujer más importante en la corte después de su suegra, la reina María Teresa de Austria. Cuando la reina murió en julio de 1683, María Ana destacó como la mujer de más relevancia en la corte y le otorgaron los apartamentos de la difunta reina. El rey esperaba que asumiera las funciones de la primera dama en la corte, pero su mala salud hizo que fuese muy difícil para ella llevar a cabo sus tareas. El rey era completamente indiferente a su situación y la acusó falsamente de tener hipocondría.

## Muerte
Su marido tuvo muchas amantes y María Ana vivió una vida aislada en sus aposentos, donde hablaba con sus amigos en alemán, una lengua que su marido no podía entender. Ellos decían que la depresión que la embargaba era debida a tener que vivir en una corte donde la belleza era tan apreciada, no siendo bella ella misma. Murió en 1690. Su autopsia reveló una multitud de trastornos internos que reivindicaban completamente sus quejas de una verdadera enfermedad crónica y severa, no hipocondría.
Maria Ana fue enterrada en la Real Basílica de Saint Denis.

### Matrimonio e hijos
Contrajo matrimonio con el Delfín Luis de Francia, hijo de Luis XIV de Francia, con quien tuvo tres hijos:
- Luis de Francia, Delfín de Francia (1682-1712)
- Felipe V de España (1683-1746)
- Carlos de Francia, Duque de Berry (1686-1714)